# Ruaumoko Patera
La Ruaumoko Patera è una struttura geologica della superficie di Io.